# El pozo amargo (leyenda)

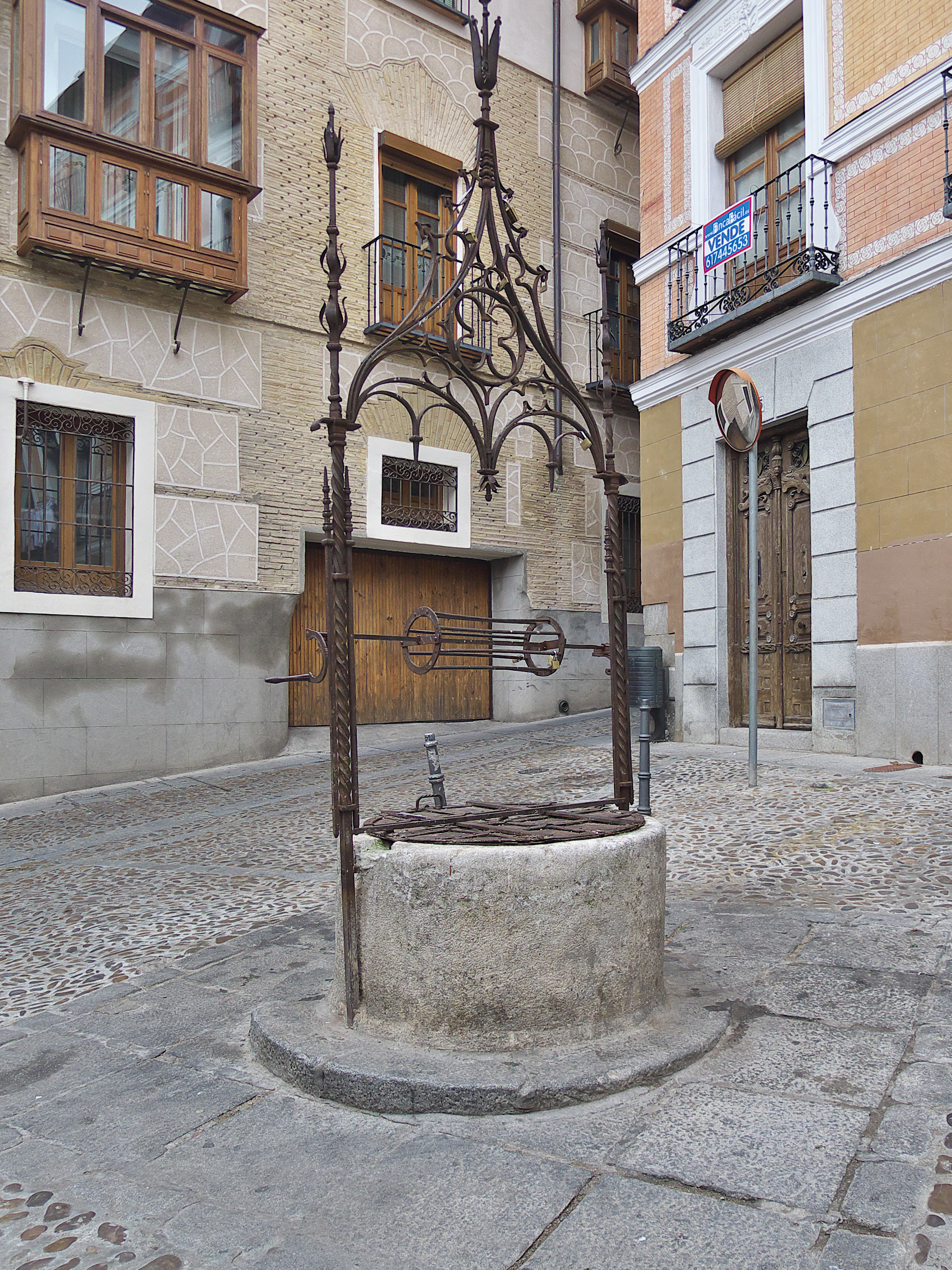
Imagen del pozo en torno al que transcurre la leyenda

La leyenda del pozo amargo es un relato popular de la ciudad de Toledo, en tiempos de la Edad Media, durante la época en que las tres culturas (musulmana, cristiana y judía) convivían en la Ciudad Imperial. Se trata de una de las múltiples leyendas de tema amoroso e interreligioso y de las más conocidas en la ciudad. El pozo en que se basa la historia se encuentra en una plazoleta de la calle Pozo amargo, denominada como el mismo. Han sido varios los autores que la han recogido en sus antologías de leyendas toledanas como Luis Moreno Nieto. Hay en una pared de la calle donde se encuentra un azulejo conmemorativo de la leyenda, como ocurre con otras leyendas y monumentos de la ciudad.

## Leyenda
Según el texto de Pablo Gamarra, recogido en la antología de Luis Moreno Nieto, la leyenda habla sobre dos jóvenes enamorados de la ciudad de Toledo: don Fernando, un caballero cristiano; y Raquel, una hebrea hija del potentado israelita Leví, que habitaba el palacio en cuyos jardines se encontraba el pozo que da nombre a la historia. Fernando visitaba todas las noches a Raquel al abrigo de la noche con la luna como única testigo. Subía la tapia de los jardines y se reunía con su amada, pero su amor estaba prohibido.
Una noche, tras haberlos descubierto, Leví decidió actuar en consecuencia; asesinó a Fernando clavándole un puñal por la espalda que le atravesó el corazón. Raquel, horrorizada, comenzó a gritar y llorar desconsolada al ver a su amado yacer en el suelo junto al pozo. Nunca se recuperó de aquella escena que presenció y por eso, todas las noches acudía al pozo, se apoyaba en el brocal y se ponía a llorar. Vertía sus amargas lágrimas sobre sus aguas. Una de esas noches en que lloraba, le pareció ver el reflejo de su amado en el fondo del pozo y se arrojó atraída por su imagen. Se dice que sus aguas se volvieron amargas por las lágrimas que en ellas caían.Al final de la leyenda, hay un pequeño fragmento del texto que se dirige directamente a los viajeros que la estén leyendo para describirles el lugar que aún puede visitarse y el motivo por el que sus aguas son amargas y no salobres.

## Historia del pozo
Se trata de un pozo con el brocal de piedra, estructura y manivela de metal y sellado con una tapadera del mismo material. Existe constancia de que dicho pozo era uno de los más destacados de la ciudad en 1093, cuando se de denominaba pozo de Caxali. No se ganaría el nombre de pozo amargo hasta el año 1162, época en torno a la que está inspirada la leyenda. No obstante, el foco de interés de este antiguo monumento toledano se centra más sobre la leyenda que sobre la propia historia.
En la leyenda se presentan las aguas del pozo como amargas a causa de las lágrimas de la joven sefardita, pero esto no se basa más que en la cultura popular de la ciudad. En realidad y al igual que la mayor parte de los acuíferos subterráneos toledanos, las aguas del pozo amargo son salobres, así que no eran potables y se utilizaban para otros fines como suministrar agua a los baños. Este hecho, suponía una dificultad para el abastecimiento de agua potable a la ciudad, que tenía que traerse por otros medios.